# Zhonghua yaodian, di er ban

La pharmacopée chinoise intitulée Zhonghua yaodian, di er ban 中华药典第二版, « Code des médicaments de Chine, seconde édition », publiée en 1959 à Taiwan, comporte la description de 681 médicaments. Comme en 1930, pour la première édition, l’éditeur en chef Liu Ruiheng 刘瑞恒 (1890-1961) continue à utiliser les méthodes thérapeutiques occidentales en renonçant complètement à la tradition des bencao.
Cet ouvrage de 1959 a été suivi par de nombreuses rééditions en 1980, 1995, 2000, 2006, 2011, 2018, 2019. Des suppléments à la 8e édition ont été publiés en 2017, 2018 et 2019.

## Préface
La préface écrite à Taiwan par Tian Jiongjin 田炯锦 retrace un bref historique de l’œuvre
— Traduction faite à partir de la traduction anglaise de Paul Unschuld
La préface fut écrite par Tian Jiongjin [en chinois 田炯锦 ou en anglais  Tien Chung-chin]  (1899-1977) qui était à la tête du Ministère  des Affaires Intérieures de Taiwan, à l’époque responsable des questions de soins de santé. Jeune, il fréquenta l’Université de Pékin et participa au mouvement du 4 mai, avant d’aller faire ses études supérieures aux États-Unis.
Le conseillé Liu Ruiheng 刘瑞恒 avait été l’éditeur en chef de la première édition de Zhonghua yaodian en 1930. Il fit ses études de médecine à l’Université de Harvard aux États-Unis.

## Texte
La préface est suivie de la table des matières, de la liste des contributeurs, et de la liste des notices de la première édition retirées de la seconde édition, et de la liste des nouvelles notices choisies pour la seconde édition.
Dans l’introduction, le caractère légal de la pharmacopée est plus fortement affirmé que dans la première édition. Voici par exemple, ce qui est dit des médicaments légaux

« Drogues légales
 Toutes les drogues et produits – appelés simplement « drogues » ci-dessous - toutes les drogues légales enregistrées dans le texte principal de ce Code des drogues, leur déploiement, leur achat et leur vente, ainsi que leur production, doivent être conformes aux spécifications légales énumérées dans le Code des drogues en ce qui concerne les normes de pureté et de contenu, ainsi que leurs normes d'efficacité, au moment où elles sont utilisées à des fins thérapeutiques. »

— Traduction faite à partir de la traduction anglaise de Paul Unschuld
La seconde édition de Zhonghua yaodian, ignore la matière médicale traditionnelle chinoise, ses méthodes de préparation, et ses formes de médication, comme l’avait fait la première édition.
Cette politique libérale de la République de Chine rompt avec la pratique des occupants japonais de Taiwan qui de 1895 à 1945, avaient imposé de nombreuses restrictions à la pratique de la médecine et de la pharmacopée traditionnelles chinoises. Bien que la thérapie pharmaceutique venue d’Occident et les thérapies chinoises traditionnelles aient coexisté paisiblement à Taiwan, le gouvernement ne prit aucune mesure pour élargir la portée de son Code des médicaments aux drogues traditionnelles.
Il faut comprendre que la pharmaceutique traditionnelle chinoise n’offrait pas de critères objectifs d’évaluation des produits. Le goût, la thermo-influence, l’aspect, la couleur, l’odeur sont autant de critères sur lesquels les praticiens médicaux traditionnels s’appuient, mais quand ils ne sont pas d’accord entre eux, ils n’ont pas de techniques d’analyse objectives pour les départager. Pour pouvoir réaliser ces évaluations objectives il faudrait intégrer la matière médicale traditionnelle dans la pharmacologie moderne. Mais ceci semblait difficile à réaliser dans la mesure où à Taiwan, la pratique de la pharmaceutique traditionnelle avait la liberté de se développer et de continuer librement ses pratiques ancestrales. Interdire la pratique traditionnelle de la pharmaceutique chinoise pour la remplacer par des pratiques occidentales était politiquement impossible. 
De plus une évaluation objective de l'efficacité thérapeutique des drogues traditionnelles rencontre de grosses difficultés. Mettons de côté les drogues de grade supérieur qui à l’origine relevaient de la pratique magique des fangshi puis des taoïstes cherchant l’immortalité, pour les autres drogues visant à soigner les maladies, les médecins auteurs de bencao comme Tang Shenwei dans la Da guan bencao (1108), indiquent clairement que ce n’est pas la notoriété du prescripteur qui compte mais le succès thérapeutique observé par celui-ci. Il faudra encore des siècles de pratique pour que les médecins se rendent compte qu’il ne suffit pas d’une ou plusieurs observations d’une guérison fortuite pour valider un remède. Toutefois à l’époque, l’affirmation haute et forte de la primauté de l’observation était déjà un grand pas en avant pour se défaire de la pensée magique si tentante dans le domaine angoissant de la maladie.
En Europe, les apothicaires depuis Hieronymus Brunschwig (1450-1512) étaient passées de l’observation à l’expérimentation. Puis au XVIIIe siècle, un médecin britannique, James Lind, eut le premier d’idée, pour départager différents traitements du scorbut, de monter une expérimentation en répartissant les patients en différents groupes recevant les divers traitements. Depuis la méthodologie des essais cliniques n’a cessé de se perfectionner.
La formation traditionnelle des médecins lettrés confucéens continua cependant longtemps à valoriser la connaissance textuelle et la correspondance symbolique plutôt que la recherche d’une évaluation empirique solide des traitements.